# جونکو اوهاشی
جونکو اوهاشی (به ژاپنی: J大橋 純子, Ōhashi Junko); ۲۶ آوریل ۱۹۵۰ – ۹ نوامبر ۲۰۲۳) خواننده اهل ژاپن بود.